# Ciclisme als Jocs Olímpics d'estiu 2008 - Camp a través femení
La cursa femenina de camp a través dels Jocs Olímpics d'Estiu 2008 es va córrer el 23 d'agost a la Pista de ciclisme de la Muntanya de Laoshan.
La sortida de la prova és simultània i els ciclistes han de donar 8 voltes a un circuit, per un total de 35,6 km. El vencedor és el primer de completar el recorregut i creuar la línia d'arribada. Els ciclistes doblats acaben la cursa en la volta en què es troben, i han d'aturar-se i finalitzar la cursa.

## Medallistes
| Or           | Plata             | Bronze           |
| Sabine Spitz | Maja Włoszczowska | Irina Kaléntieva |

## Classificació final
| Posició | Ciclista              | Temps      |
| ------- | --------------------- | ---------- |
| Or      | Sabine Spitz          | 1h 45' 11" |
| Plata   | Maja Włoszczowska     | 1h 45' 52" |
| Bronze  | Irina Kaléntieva      | 1h 46' 28" |
| 4       | Catharine Pendrel     | 1h 46' 37" |
| 5       | Chengyuan Ren         | 1h 47' 40" |
| 6       | Petra Henzi           | 1h 48' 41" |
| 7       | Mary McConneloug      | 1h 50' 34" |
| 8       | Georgia Gould         | 1h 50' 51" |
| 9       | Rosara Joseph         | 1h 51' 07" |
| 10      | Aleksandra Dawidowicz | 1h 51' 21" |
| 11      | Elisabeth Osl         | 1h 51' 39" |
| 12      | Ying Liu              | 1h 52' 01" |
| 13      | Lene Byberg           | 1h 53' 19" |
| 14      | Elsbeth van Rooy      | 1h 53' 30" |
| 15      | Nathalie Schneitter   | 1h 53' 42" |
| 16      | Eva Lechner           | 1h 58' 22  |
| 17      | Laurence Leboucher    | 2h 00' 55" |
| 18      | Adelheid Morath       | 2h 02' 25" |

### Ciclistes que no finalitzen la cursa
Quatre ciclistes van abandonar la cursa, i vuit van ser doblades per la cap de cursa i es van veure obligades a parar: 
- Tereza Huříková (abandona a la primera volta)
- Marie-Helene Premont (abandona a la segona volta)
- Margalida Fullana (abandona a la tercera volta)
- Gunn-Rita Dahle Flesjaa (abandona a la quarta volta)

- Dellys Starr (doblada a manca de dues voltes)
- Francisca Campos (doblada a manca de dues voltes)
- Janka Stevkova (doblada a manca de dues voltes)
- Vera Andreeva (doblada a manca de dues voltes)
- Yolande Speedy (doblada a manca de dues voltes)
- Blaza Klemencic (doblada a manca d'una volta)
- Rie Katayama (doblada a manca d'una volta)
- Jaqueline Mourao (doblada a manca d'una volta)